# Logbook of The World
Logbook of the World (LoTW) er en web-tilgængelig database stillet til rådighed af American Radio Relay League (ARRL) for at kunne yde elektronisk signeret bekræftelse af radiokontakter (QSOs) mellem amatørradiooperatører inkl. danske radioamatører. LoTW startede i 2003.
Disse verificerede kontakter kan anvendes til at få diplomer såsom DXCC. Disse kontaktbekræftelser og diplomer krævede tidligere udveksling af skriftlige QSL-kort og indsendelse til ARRL, en langsom og noget dyr proces.
Der findes en dansk vejledning til LoTW.

## Registreringsproces
Brug af LoTW forudsætter at man har fået udstedt et personligt LoTW digitalt certifikat. For at få udstedt certifikatet af LoTW, skal man bevise sin identitet til LoTW. I mange lande er der lokale ARRL/LoTW-repræsentanter (inkl. Danmark), som kan hjælpe med at bevise sin identitet til LoTW.

## Software
Alle registrerede LoTW-brugere har adgang til sitet: p1k.arrl.org/lotw/ Arkiveret 8. februar 2022 hos  Wayback Machine. TrustedQSL-software til certifikat-forvaltning og logbogsignéring er tilgængelig via LoTW-information sitet: www.arrl.org/logbook-of-the-world. Softwaren TQSL er tilgængelig på operativsystemerne MS Windows, macOS og Linux.
Programmeringsinformation og kildekode er tilgængelig på trustedqsl.sourceforge.net, 2001-specifikationerne på 2001 design specification Arkiveret 4. marts 2016 hos  Wayback Machine.
LoTW-funktioner er indlejret i mange amatørradio log-software pakker, hvilket simplificerer signérings- og upload-processerne.